# Yuka Saitō
Yuka Saitō (斉藤 佑圭?, Saitō Yuka; 13 novembre 1986) è una doppiatrice giapponese.

## Ruoli interpretati

### Serie animate
- Antique Bakery - Casalinga nell'ep. 3
- Baby Princess 3D Paradise 0 Love - Mizore
- Dragon Ball: Ehilà! Son Goku e i suoi amici sono tornati - Donna
- Dream Eater Merry - Yoshida nell'ep. 8
- GeGeGe no Kitaro - Cliente nell'Ep. 83; Paesana nell'ep. 81
- Gosick - Ragazza francese negli Ep. 2-3; Studentessa negli ep. 1, 4, 14; Paesana nell'Ep. 7
- Inuyasha: The Final Act - Prostituta nell'ep. 3
- La malinconia di Haruhi Suzumiya (remake 2009) - Ragazza nell'ep. 20
- Okamisan - Babbo Natale nell'Ep. 9; Studentessa nell'ep. 10
- Saki - Mai Tanaka
- Shinryaku! Ika Musume - Ospite negli ep. 6, 12
- Shugo Chara! - maestra dell'asilo nell'ep. 58
- Skip Beat! - Signora nell'Ep. 2
- Seitokai no Ichizon - Chizuru Akaba
- A Certain Scientific Railgun - Cliente nell'ep. 5
- Umineko no naku koro ni - Lucifer
- Yoku Wakaru Gendai Mahō - Presentatrice nell'ep. 3
- One Piece - Milky

### Videogiochi
- Arknights (Cantabile)
- Blue Archive (Aoi Oki)
- code_18 (Haruka Tokomine)
- Code of Princess (Distiny/Dios Diablos Distille)
- Dead or Alive 5 (Naotora li)
- Deception IV: Blood Ties (Laegrinna)
- Dragon Ball Legends (Roasie)
- Dragon Ball: Sparking! Zero (Roasie)
- Eustia of the Tarnished Wings: Angel's Blessing (Fione Silvaria)
- God Eater 2 (Fran de Bourgogne)
- Granblue Fantasy (Polaris)
- Persona 4: Dancing All Night (voci addizionali)
- Persona 5 (Tae Takemi)
- Persona 5 Royal (Tae Takemi)
- Rune Factory 4 (Illuminata)
- Samurai Warriors 4 (Naotora li)
- Samurai Warriors: Spirit of Sanada (Yukimura Sanada (bambino), Naotora li)
- Touhou Spell Bubble (Fujiwara no Mokou)
- Toukiden: The Age of Demons (Yuu)
- Umineko When They Cry (Lucifer)
- Umineko When They Cry - Chiru (Lucifer)
- Umineko Golden Fantasia (Lucifer)
- Valkyria Chronicles 4 (Karen Stewart)
- Warriors All-Stars (Naotora li, Laegrinna)
- Warriors Orochi 4 (Naotora li)